# ماریا باکونین
ماریا میخائیلوونا باکونینا (روسی: Мария Михайловна Бакунина؛ ۱۸۷۳–۱۹۶۰) یک شیمیدان و زمین‌شناس روسی-ایتالیایی بود. او در سیبری متولد شد و در سنین جوانی به جنوب ایتالیا نقل مکان کرد و در دوران تحصیل به شیمی علاقه‌مند شد. تا زمان فارغ‌التحصیلی‌اش از دانشگاه ناپل فدریکو دوم، او به‌عنوان شخصیتی پیشگام در استریوشیمی شناخته می‌شد و در شیمی کاربردی چندین پیشرفت مهم داشت.
در ۲ فوریه ۱۸۷۳، ماریا باکونین در شهر کراسنویارسک در سیبری متولد شد. او سومین فرزند آنارشیست روسی، میخائیل باکونین بود. پس از درگذشت پدرش در سال ۱۸۷۶، او و خانواده‌اش به ناپل نقل مکان کردند، جایی که ارتباطات محلی داشتند.

## اوایل زندگی و تحصیل
پس از اتمام تحصیلات متوسطه، او در برنامه شیمی دانشگاه ناپل فدریکو دوم ثبت‌نام کرد. تا سال ۱۸۹۰، او به‌عنوان دستیار در مؤسسه شیمی زیر نظر آگوستینو اوگلیالورو تودارو فعالیت می‌کرد، کسی که بعدها با او ازدواج کرد. در سال ۱۸۹۵، او با نگارش پایان‌نامه‌ای در زمینه استریوشیمی، مدرک خود را دریافت کرد.
در اوایل قرن بیستم، او یک سری مطالعات زمین‌شناسی را در منطقه کامپانیا انجام داد و چندین معدن ایختیول را برای بهره‌برداری منابع طبیعی شناسایی کرد. با شروع جنگ جهانی دوم، او به فعالیت‌های خود در دانشگاه ناپل ادامه داد و پس از جنگ، به بازسازی آکادمی پونتانیانا اختصاص یافت.

## حرفه
ماریا باکونین در طول دوران حرفه‌ای خود تحقیقات مهمی در زمینه اندون‌ها انجام داد، از مطالعات اولیه‌اش دربارهٔ «ایزومری هندسی اسیدهای نیتروسینامیک و اکسی‌سینامیک» گرفته تا پژوهش‌های بعدی‌اش دربارهٔ «ترکیب پیکروتوکسین، استری‌سازی فنل‌ها و اثر کاتالیزوری برخی از محلول‌های کلوئیدی در سنتزهای آلی.»
سهم او در شیمی کاربردی همچنین منجر به تهیه تعدادی از محصولات دارویی شد. پژوهش‌های او در سالنامه شیمی کاربردی و روزنامه شیمی ایتالیا، و همچنین در مجموعه مقالات انجمن علوم، ادبیات و هنرها در ناپل و آکادمی علوم در بولونیا منتشر شد.

## کارهای اولیه
در سال ۱۹۰۰، باکونین روشی نوین برای استفاده از فسفر پنتااکسید در تهیه ایدون‌ها، انهیدریدها و اترها ابداع کرد. برای کارهای او در این زمینه، شیمیدان معروف ایتالیایی، استانیسلاو کانیزارو، جایزه فیزیک و ریاضیات آکادمی ناپولی را به او اهدا کرد.
در سال ۱۹۰۲، ماریا باکونین در یک کنفرانس شیمی کاربردی شرکت کرد که توسط انجمن شیمی ایتالیا با هدف تأسیس یک شرکت شیمیایی ایتالیایی تشکیل شده بود. در سال ۱۹۰۵، باکونین به عضویت آکادمی پونتانیانا درآمد.

### زمین‌شناسی
در سال ۱۹۰۶، ماریا باکونین به گروهی پیوست که به مطالعه فوران کوه وزوویوس می‌پرداختند. در سال ۱۹۰۹، او نقشه زمین‌شناسی شبه‌جزیره ایتالیا را برای وزارت آموزش و پرورش تهیه کرد و به‌طور خاص به مطالعه شیل نفتی و ذخایر ایختیولی در کوه‌های استان سالرنو پرداخت.
در همان سال، او کار تدریس شیمی کاربردی را در مدرسه عالی پلی‌تکنیک ناپل آغاز کرد و در سال ۱۹۱۲، به عنوان رئیس دپارتمان شیمی فناوری کاربردی منصوب شد.
پس از آن، از سال ۱۹۱۱ تا ۱۹۳۰، ماریا باکونین به‌عنوان مشاور برای دولت‌های محلی و شرکت‌های علاقه‌مند به توسعه صنعتی معادن ایختیول در منطقه جیفونی فعالیت کرد.
در این دوره، در سال ۱۹۲۱، او به عنوان رئیس شاخه انجمن شیمی ایتالیا در ناپل انتخاب شد. در سال ۱۹۲۸، او همچنین توسط نیکولا پاراوانو به کمیسیون‌های شیمی و هیدروکربن‌های آروماتیک شورای ملی تحقیقات (CNR) منصوب شد، هرچند تا سال ۱۹۳۰، این کمیسیون‌ها برای تأسیس یک کمیسیون مربوط به سوخت‌های احتراق منحل شدند.
از سال ۱۹۳۳ تا ۱۹۳۵، ماریا باکونین مجموعه‌ای از مطالعات پرارجاع را در روزنامه شیمی ایتالیا منتشر کرد.